# Gloria Votsis
Gloria Votsis (Nueva York, 9 de febrero de 1979) es una actriz estadounidense conocida principalmente por interpretar a Alex Hunter en la serie de USA Network White Collar.

## Biografía
Votsis creció en el seno de una familia griega en Nueva York. A la edad de diecisiete años se fue a estudiar su último año de secundaria en Francia, razón por la cual habla con fluidez el francés y el griego. A su regreso a los Estados Unidos, asistió a la Universidad de Nueva York y vivió en Nueva York durante varios años. Trabajó en finanzas algunos años, para pagar las cuentas mientras hacía teatro local en Nueva York.
Finalmente dejó su trabajo financiero con el fin de perseguir su carrera de tiempo completo. Después de trabajar como actriz en más de 40 comerciales cambió de marcha y comenzó a trabajar en la televisión. Ella decidió que sería mejor para su carrera mudarse a Los Ángeles. Participó en un comercial de crema dental.

## Carrera
Además de haber participado en más de 40 comerciales, Gloria ha tenido participaciones especiales en series de televisión como NCIS, CSI: NY, CSI: Miami y Blue Bloods.
También ha participado en filmes como Killer Movie y Train. 
Sus papeles más importantes han sido para series como White Collar donde interpreta a Alex Hunter, la eterna enamorada de Neal Caffrey, y en The Gates, donde interpreta a una vampiresa.

## Filmografía

### Cine y televisión
| Año       | Título                           | Personaje               | Notas |
| --------- | -------------------------------- | ----------------------- | --- |
| 2003      | Sex and the City                 | Prada Clerk             | Episodio: "Lights, Camera, Relationship" |
| 2004      | Guiding Light                    |                         | |
| 2004      | Tempting Adam                    | Karen                   | Película para TV |
| 2005      | 20 Things to Do Before You're 30 | Nathalie                | Película para TV |
| 2005      | NCIS                             | Dana                    | Episodio: "Kill Ari: Part 2" |
| 2005      | Inconceivable                    | Sophia Contini          | Serie de TV: 2 Episodios "Face Your Demon Semen" "The Last Straw"                                                                                |
| 2005      | Love, Inc.                       | Megan                   | Serie de TV Episodio: "Amen" |
| 2006      | Jake in Progress                 | Megan                   | Serie de TV Episodio: "The Hot One" |
| 2007      | Six Degrees                      | Karen Clarke            | Episodio: "Sedgewick's" |
| 2007      | The Education of Charlie Banks   | Nia                     | |
| 2008      | The Class: From Actor to Icon    | Jeanine Langford        | |
| 2008      | Dirt                             | Jen                     | Serie de TV Episodio: "And the Winner Is" |
| 2008      | Killer Movie                     | Keir                    | |
| 2008      | Train                            | Claire                  | |
| 2009      | Cupid                            | Holly                   | Serie de TV Episodio: "Pilot" |
| 2009      | The Philanthropist               | Luellen                 | Serie de TV Episodio: "Pilot" |
| 2009      | CSI: NY                          | Risa Calaveras          | Episodio: "Epilogue" |
| 2009-2014 | White Collar                     | Alexandra "Alex" Hunter | 8 Episodios: "Home Invasion", "Front Man", "Out of the Box", "Coppycat Caffrey", "Point Blank", "Forging Bonds", "Power Play", "Under the Radar" |
| 2010      | Blue Bloods                      | Sabrina                 | Episodio: "After Hours" |
| 2010      | CSI: Miami                       | Sgt. Jennifer Swanson   | Episodio: "Last Stand" |
| 2010      | The Gates                        | Vanessa Buckley         | 5 Episodios: "Repercussions", "Jurisdiction", "Digging the Dirt", "Little Girl Lost", "Bad Moon Rising"                                          |
| 2011      | Suburgatory                      | Zoe                     | 2 Episodios: "Thanksgiving" "The Nutcracker" |
| 2012      | Hawaii Five-0                    | Holly Malone            | Episodio: "Mai Ka Wa Kahiko" |
| 2012      | Person of Interest               | Maxine                  | Episodio: "Bury the Lede" |
| 2013      | Revenge                          | Morgan Holt             | Episodio: "Resolution" |